# Улрих I (Каринтия)
Улрих I (на немски: Ulrich I, † 7 април 1144) от род Спанхайми, е херцог на Каринтия и в персоналунион маркграф на Верона от 1135 до 1144 г.

## Биография
Той е големият син на херцог Енгелберт († 13 април 1141) и съпругата му Ута от Пасау (* 1085, † 9 февруари 1150), единствената дъщеря на граф Улрих фон Пасау († 1099) от род Диполдинги-Рапотони
Баща му се отказва от титлата херцог и през 1135 г. на имперското събрание в Бамберг император Лотар III я дава на Улрих I. През 1136/1137 г. той е с императора на поход в Италия.
Улрих I умира през 1144 г. и е погребан в манастир Розацо. Последван е от синът му Хайнрих V (1144 – 1161)

## Фамилия
Улрих I се жени за Юдит († 1162), дъщеря на маркграф Херман II фон Баден († 1130). Двамата имат децата:
- Хайнрих V († 1161), херцог на Каринтия
- Херман (II) († 1181), херцог на Каринтия
- Улрих († пр. 1161), граф на Любляна (Лайбах)
- Готфрид († пр. 1144), монах
- Пилгрим/Перегрин († 1161), патриарх на Аквилея (1131/32 – 1161) (не е сигурно)